# Khurja
Khurja è una suddivisione dell'India, classificata come municipal board, di 98.403 abitanti, situata nel distretto di Bulandshahr, nello stato federato dell'Uttar Pradesh. In base al numero di abitanti la città rientra nella classe II (da 50.000 a 99.999 persone).

## Geografia fisica
La città è situata a 28° 15' 0 N e 77° 50' 60 E e ha un'altitudine di 196 m s.l.m..

## Società

### Evoluzione demografica
Al censimento del 2001 la popolazione di Khurja assommava a 98.403 persone, delle quali 51.966 maschi e 46.437 femmine. I bambini di età inferiore o uguale ai sei anni assommavano a 15.575, dei quali 8.293 maschi e 7.282 femmine. Infine, coloro che erano in grado di saper almeno leggere e scrivere erano 51.859, dei quali 30.935 maschi e 20.924 femmine.